# Stadtpalais (Weißenfels)

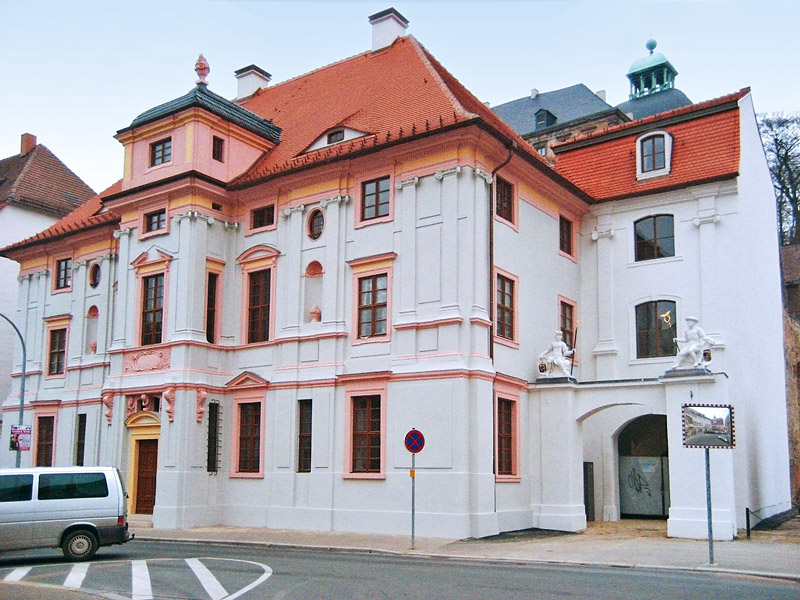
Stadtpalais

Das Stadtpalais oder auch Fürstenhaus ist ein denkmalgeschütztes Gebäude in der Stadt Weißenfels in Sachsen-Anhalt. Im örtlichen Denkmalverzeichnis ist das Gebäude unter der Erfassungsnummer 094 11287 als Baudenkmal verzeichnet.

## Geschichte
Das 1670 erbaute Stadtpalais mit der Anschrift Leipzigerstraße 9 in Weißenfels, ließen die Herzöge August von Sachsen-Weißenfels und Johann Adolph I. von Sachsen-Weißenfels erbauen. Das Gebäude wurde im barocken Baustil errichtet. Es wurde hauptsächlich als Gästehaus für hohe Gäste des Herzoglichen Hofes genutzt. Später beherbergte es eine Seidenfabrik mit einer Seidenfärberei, dazu wurden die Nebengebäude umgebaut. Nach der Restaurierung des Gebäudes wurde es für die Ausstellung des Musikers Heinrich Schütz bis 2003 verwendet. Die Ausstellung zog nach der Fertigstellung des Heinrich-Schütz-Hauses in die Nikolaistraße um. Die Räumlichkeiten wurden dann von der Stadtinformation und die oberen Säle vom Standesamt genutzt. Während der Sanierung des Rathauses ist das Gebäude auch der Amtssitz des Bürgermeisters.